# Budapest autóbuszvonal-hálózata 1939-ben

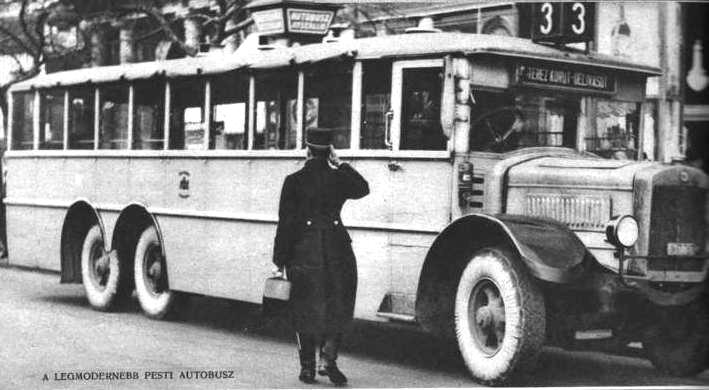
Autóbusz 1930 körül a 3-as vonalon

Budapest autóbuszvonal-hálózata 1939-ben – a Budapest Székesfővárosi Közlekedési Rt. üzemeltetésében – az alábbi vonalakból állt:

## Nappali autóbuszvonalak
| Viszonylat- jelzés | Útvonal                                                  |
| ------------------ | -------------------------------------------------------- |
| 1                  | Hősök tere – Lenke tér                                   |
| 2                  | Nyugati pályaudvar – Németvölgyi út – Nyugati pályaudvar |
| 3                  | Mussolini tér – Déli pályaudvar                          |
| 5                  | Aréna út – Hadapród utca                                 |
| 6                  | Markó utca – Fő utca                                     |
| 7                  | Hungária körút – Bimbó út (Statisztika)                  |
| 8                  | Apponyi tér – Farkasréti temető                          |
| 9                  | Fiumei út – Wolff Károly út                              |
| 10                 | Szent Gellért tér – Hengermalom utca                     |
| 11                 | Keleti Károly utca – Margit körút                        |
| 12                 | Boráros tér – Széna tér                                  |
| 14                 | Orczy út – Alma utca                                     |
| 15                 | Boráros tér – Ferdinánd tér                              |
| 16                 | Vörösmarty tér – Széna tér                               |
| 16A                | Vörösmarty tér – Széna tér                               |
| 17                 | Liget tér – Újhegyi út                                   |
| 18                 | Thököly út – Ferenc József laktanya                      |
| 19                 | Böszörményi út – Istenhegyi út                           |
| 20                 | Keleti pályaudvar – Szent István tér                     |
| 21                 | Boráros tér – Szent Imre tér                             |
| 22                 | Széna tér – Budakeszi                                    |
| 22A                | Szép Ilona – Budakeszi                                   |
| 22B                | Széna tér – Szanatórium                                  |
| 23                 | Boráros tér – Jókai utca                                 |
| 24                 | Hősök tere – dr. Bezsila Nándor utca                     |
| 24A                | Öv utca – Öv utca                                        |
| 25                 | Hősök tere – Hubay tér                                   |
| 26                 | Vígszínház – Szent Margit-sziget                         |
| 26A                | Vígszínház – Strandfürdő                                 |
| 27                 | Wolff Károly út – Repülőtér                              |
| 28                 | Széna tér – Dániel út                                    |
| 29                 | Pálffy tér – Csatárka út (Pálvölgyi cseppkőbarlang)      |
| 30                 | Boráros tér – Wolff Károly út                            |

## Éjszakai autóbuszvonalak
| Viszonylat- jelzés | Útvonal                                      |
| ------------------ | -------------------------------------------- |
| KP                 | Rákóczi út – Orczy tér                       |
| BO                 | Rákóczi út – Új élelmiszer-nagyvásártelep    |
| PE                 | Mussolini tér – Új élelmiszer-nagyvásártelep |
| PL                 | Mussolini tér – Új élelmiszer-nagyvásártelep |
| PP                 | Rákóczi út – Új élelmiszer-nagyvásártelep    |

## Rendkívüli járatok vonalai
| Viszonylat- jelzés | Útvonal                                        |
| ------------------ | ---------------------------------------------- |
| A                  | Vörösmarty tér – Lóverseny tér                 |
| O                  | Mussolini tér – Lóverseny tér                  |
| H                  | Blaha Lujza tér – MTK-pálya                    |
| Ü                  | Baross tér – FTC-pálya                         |
| F                  | Blaha Lujza tér – FTC-pálya                    |
| R                  | Baross tér – Rákoskeresztúri temető            |
| RA                 | Apponyi tér – Rákoskeresztúri temető           |
| T                  | Óbuda – Óbudai új köztemető                    |
| Z                  | Bosnyák tér – Rákoskeresztúri temető           |
| M                  | Apponyi tér – Mezőgazdasági kiállítás és vásár |

## Mai közterületnevek
A fenti táblázatokban szereplő közterületek, intézmények neve napjainkban:
| 1939-ben               | napjainkban                  |
| ---------------------- | ---------------------------- |
| Lenke tér              | Kosztolányi Dezső tér        |
| Mussolini tér          | Oktogon                      |
| Hadapród utca          | Kelemen László utca          |
| Aréna út               | Dózsa György út              |
| Apponyi tér            | Ferenciek tere               |
| Wolff Károly út        | Hegyalja út                  |
| Ferenc József laktanya | Üllői út 133–135. (lebontva) |
| Pálffy tér             | Bem József tér               |